# Ołtarz św. Katarzyny
Ołtarz św. Katarzyny – tryptyk niemieckiego malarza Lucasa Cranacha starszego, znajdujący się obecnie w Państwowych Zbiorach Sztuki w Dreźnie.

## Etymologia
Pod koniec 1504 roku Cranach udał się do Wittenbergi, na dwór Fryderyka Mądrego, gdzie został nadwornym malarzem. Jedną z pierwszych jego prac wykonanych na zlecenie elektora był tryptyk świętej Katarzyny.
Główną postacią tryptyku jest św. Katarzyna Aleksandryjska. Jej historię opisywał Jakub de Voragine w Legenda aurea. Według tego przekazu była córką króla Aleksandrii, gorliwą chrześcijanką, biegłą w sztukach wyzwolonych, która sprzeciwiała się prześladowaniom religijnym cesarza Maksymiana. Po dyspucie religijnej, podczas której nawróciła na chrześcijaństwo pięćdziesięciu mędrców i po nawróceniu cesarzowej, została skazana na śmierć na kolczastym kole. Jej modlitwy doprowadziły do zniszczenia narzędzia tortur przez anioła oraz do śmierci czterech tysięcy wyznawców cesarza Maksymiana. Katarzyna ostatecznie została ścięta mieczem.

## Opis obrazu
Mnogość postaci pozwoliła Cranachowi zaprezentować szereg portretów znamienitych osób, m.in. Fryderyka Mądrego, Jana Niezłomnego czy Hansa von Schwarzenberga. Postacie zostały przybrane w bogato zdobione stroje, zwłaszcza sylwetki świętych ukazanych na dwóch skrzydłach. O dworskim zamówieniu tryptyku świadczy pejzaż widoczny w środkowej kwaterze. Jak twierdzi Wolfgang Hütt: 

Kompozycja jest przeładowana mnóstwem postaci i mało klarowna przestrzennie, nie osiąga podobnej zwartości jak w dziełach wiedeńskich. Jedynie nasycona tonacja barwna wydaje się łącznikiem z wcześniejszą twórczością, podobnie jak celność wizerunków.

 Tryptyk Męczeństwa św. Katarzyny jest pierwszym z serii ołtarzy, w którym zostali przedstawieni dwaj bracia: Fryderyk Mądry i Jana Niezłomny; pojawiają się oni jako postacie portretowane w towarzystwie wizerunków świętych lub jako fundatorzy, ukazani w półpostaci.

### Tryptyk po otwarciu
W kwaterze środkowej Cranach przedstawia scenę poświęconą martyrologii św. Katarzyny – Męczeństwo św. Katarzyny. Zajmuje ona centralną część kompozycji, ukazana została w pozycji klęczącej, z dłońmi złożonymi do modlitwy. Ubrana jest w wystawną, kosztowną szatę dworu saskiego. Na jej twarzy widoczny jest wyjątkowy spokój; czeka cierpliwie na cios kata. Ten stoi za nią i wydobywa miecz z pochwy. Z prawej strony, na drugim planie Cranach przedstawia charakterystyczne elementy związane z legendą o świętej Katarzynie: z ciemnego, zachmurzonego nieba padają błyskawice i deszcz, a wraz z nim opadają bezwładnie w pobliże połamanego koła głowy symbolizujące zmarłych wyznawców cesarza Maksymiana. Po lewej stronie obrazu młody parobek z lancą i dwóch konnych ze stoicyzmem przyglądają się egzekucji. W ukazanych postaciach można rozpoznać m.in. elektora Fryderyka i jego brata Jana. Ponad nimi widoczny jest jeden z zamków Saksonii. W środku kompozycji, pomiędzy katem a Katarzyną, widoczna jest podobizna humanisty Hansa von Schwarzenberga.
| Ołtarz św. Katarzyny (po otwarciu) Galeria Obrazów Starych Mistrzów w Dreźnie 1506 | Ołtarz św. Katarzyny (po otwarciu) Galeria Obrazów Starych Mistrzów w Dreźnie 1506 | Ołtarz św. Katarzyny (po otwarciu) Galeria Obrazów Starych Mistrzów w Dreźnie 1506 |
| ---------------------------------------------------------------------------------- | ---------------------------------------------------------------------------------- | ---------------------------------------------------------------------------------- |
|                                                                                    | centralny panel                                                                    | Kwatery prawego skrzydła                                                           |
| Św. Dorota, św. Agnieszka i św. Kunigunda (nr.inv.1906BB) 121,4 × 64 cm            | Męczeństwo św. Katarzyny (nr.inv.1906A) 127 × 139,5 cm                             | Św. Barbara, św. Urszula i św. Małgorzata (nr.inv.1906B) 124,5 × 66 cm             |

Na prawym skrzydle Cranach przedstawił trzy święte: św. Barbarę, św. Urszulę i św. Małgorzatę wraz z ich atrybutami: hostią, strzałą i smokiem. Dodatkowo św. Małgorzata trzyma w dłoni gałązkę palmową wysadzaną perłami. Postacie umieszczone są na tle zamku w Coburgu. Na lewym skrzydle znajdują się wizerunki św. Doroty z koszem kwiatów jako atrybutem, św. Agnieszki z barankiem z nimbem i św. Kunegundy z rozżarzonym lemieszem.
| Ołtarz św. Katarzyny (po zamknięciu) National Gallery w Londynie 1506 | Ołtarz św. Katarzyny (po zamknięciu) National Gallery w Londynie 1506 | Ołtarz św. Katarzyny (po zamknięciu) National Gallery w Londynie 1506 |
| --------------------------------------------------------------------- | --------------------------------------------------------------------- | --------------------------------------------------------------------- |
|                                                                       |                                                                       |                                                                       |
| Św. Genewra i św. Apollonia (nr.inv.NG6511.1) 121,4 × 64 cm           | Św. Krystyna i Ottylia (nr.inv.NG6511.2) 127 × 139,5 cm               |                                                                       |

Po zamknięciu ołtarza na lewym skrzydle ukazuje się św. Genowefa z Paryża trzymająca świecę. Na jej szyi widoczny jest znak Alfa i Omega, symbol wszechmocy Boga Stwórcy. Obok stoi św. Apolonia z Aleksandrii trzymająca w dłoniach obcęgi z wyrwanym zębem, symbolizujące tortury, jakim była poddana.
Na prawym skrzydle znajduje się św. Krystyna stojąca na kamieniu młyńskim, który według legendy został przywiązany do jej szyi, a ona wrzucona do wody. Obok niej stoi św. Otylia w stroju opatki benedyktyńskiej, z księgą reguł zakonnych, na której Cranach namalował dodatkowo oczy, symbolizujące jej ślepotę.
Wszystkie postacie świętych nie są ze sobą powiązane. Wydaje się, że głównym celem Cranacha było ukazanie bogactwa i różnorodności strojów zgodnych z ówczesną modą panującą na dworze saskim.

## Proweniencja
Ołtarz św. Katarzyny nie przetrwał w całości do obecnych czasów. Został zamówiony przez Fryderyka III dla Kościoła Wszystkich Świętych w Wittenberdze. Przed rokiem 1586 ołtarz został przeniesiony do Zamku Hartenfels w Torgau. W 1738 roku nadworny malarz Bonaventura Rossi przeniósł ołtarz do Drezna. W XVIII wieku dzieło Cranacha zostało podzielone na pięć osobnych obrazów. Od tego momentu losy poszczególnych skrzydeł były różne.
Skrzydło lewe ze świętą Dorotą zostało sprzedane na aukcji w 1797/1798 roku i trafiło prawdopodobnie najpierw do kolekcji malarza drezdeńskiego Ferdinanda Hartmanna, a następnie do biznesmena i kolekcjonera z Lipska Heinricha Wilhelma Campe jako obraz Hansa Baldunga. W dniu 24 września 1827 roku skrzydło zostało wystawione na aukcji i zakupione przez Maximiliana von Sternburg Speck; w 1931 roku na stałe wypożyczone do muzeum drezdeńskiego. Podczas II wojny światowej skrzydło zostało zrabowane przez wojska radzieckie. W 1955 roku dzieło powróciło do Drezna, a w roku 1996 zostało zakupione przez Gemäldegalerie w Dreźnie. Kwatera środkowa wraz z prawym skrzydłem (ze św. Barbarą) nie zostały sprzedane na aukcji w 1797 roku, pozostały w Dreźnie. W pierwszym katalogu Galerii Obrazów Starych Mistrzów z 1835 roku oba panele widniały jako dzieła nieznanego autorstwa.
Panele zewnętrzne zostały również oddzielone od ołtarza w XVIII wieku. 24 września 1827 roku, wraz z lewym skrzydłem, zostały wystawione i sprzedane na aukcji. Pod numerami 286 i 287 widniały jako prace Hansa Holbeina Starszego. W 1827 roku oba skrzydła zewnętrzne zostały zakupione przez anonimowego kupca ‘v.d. Laar’, prawdopodobnie niemieckiego artystę Ferdinanda von Laer. W 1875 roku prace znajdowały się w zbiorach bankiera i powiernika National Galery, Samuela Loyda, 1. barona Overstone. Od tego czasu obrazy pozostawały w kolekcjach Loyda, aż w roku 1987, kiedy to zostały sprzedane na prywatnej aukcji londyńskiej National Gallery.